# Kato Mikeladze
Kato (Ekaterine) Mikeladze (Georgisch: კატო (ეკატერინე) მიქელაძე) (Koelasji, 18 september 1878 O.S. – Tbilisi, 1942) was een Georgisch publiciste, feministe, journaliste en publiek figuur. Ze wordt in Georgië erkend om haar inspanningen voor vrouwenrechten in het begin van de 20e eeuw, waaronder het vrouwenkiesrecht. Ze richtte de Vrouwenliga op en publiceerde de krant Stem van een Georgische Vrouw.

## Jonge jaren
Kato Mikeladze werd in 1878 geboren in het dorp Koelasji, in het toenmalige Georgische gouvernement Koetais van het Keizerrijk Rusland. Haar vader was van adellijke komaf en leefde als de adel van die tijd, ijdel en weinig zorgzaam voor het gezin. De moeder van Mikeladze stierf toen ze nog jong was, waarna ze werd opgevoed door haar peetouders in een nabijgelegen dorp.
Haar peetvader stuurde Mikeladze naar het vrouwengymnasium in Koetaisi, waar ze na het vierde jaar mee moest stoppen. Uiteindelijk verhuisde ze naar Tbilisi om haar ambities en dromen te verwezenlijken om een goede opleiding te volgen en een zelfstandig leven te kunnen leiden. In 1900 studeerde Mikeladze cum laude af aan het verloskundig instituut, waarna ze in Gori ging werken. Hier richtte ze een bibliotheek op en een groep voor podiumkunsten om "licht te brengen voor de mensen".

### Revolutionaire activiteiten
Toen Mikeladze in de jaren 1903-1904 in Tschinvali werkte, kwam ze in aanraking met Mesame Dasi ('Derde Groep'), oftewel de Sociaaldemocratische Partij van Georgië, op dat moment een illegale beweging in het pre-revolutionaire Rusland. Mikeladze raakte betrokken bij revolutionaire activiteiten, schreef gedichten in de illegale pers en hielp bij de verspreiding van illegale literatuur.

## Naar het buitenland

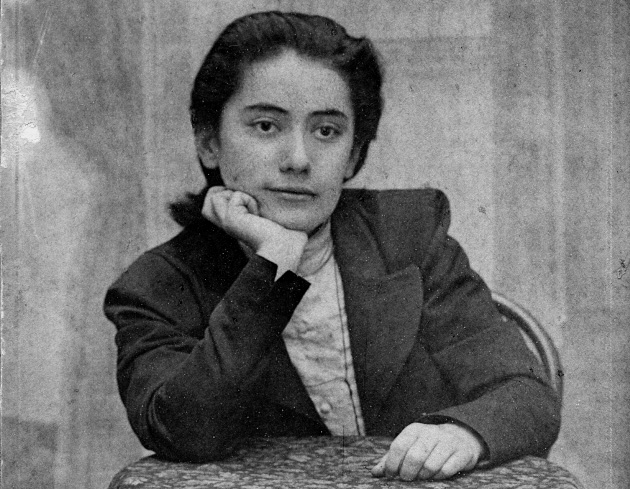
Kato Mikeladze in Parijs (1909).

Op aandringen van haar omgeving ging Mikeladze naar Moskou om een pedagogische opleiding te volgen. Haar verblijf was daar van korte duur. Als gevolg van de onderdrukking door de Moskouse gouverneur-generaal Fjodor Doebasov na de revolutie van 1905, vluchtte Mikeladze in 1906 met hulp van haar literaire vrienden naar het buitenland. Ze vestigde zich met financiële hulp van Georgische katholieke filantropen in Parijs, wat ze in haar memoires zou omschrijven als haar beste tijd.
De Georgische dichter Akaki Tsereteli, die in Parijs Georgische studenten bezocht, prees Mikeladze om haar oratorische vaardigheden na een toespraak van haar namens de studenten. Vanaf 1910 studeerde Mikeladze aan de Faculteit der Sociale Wetenschappen in Brussel, waar ze zich richtte op marxisme en het feminisme. Na de studie keerde ze terug naar Koetaisi, waar ze meteen een feministische beweging en een groep gelijkgestemden oprichtte.

## Strijd voor vrouwenrechten
Terug in Georgië gaf Mikeladze openbare lezingen over de politieke en burgerrechten van vrouwen en richtte ze een politieke vrouwenclub op. In 1917 begon ze een wekelijkse politieke en literaire krant, de Stem van een Georgische Vrouw.

### Vrouwenclub van Koetaisi

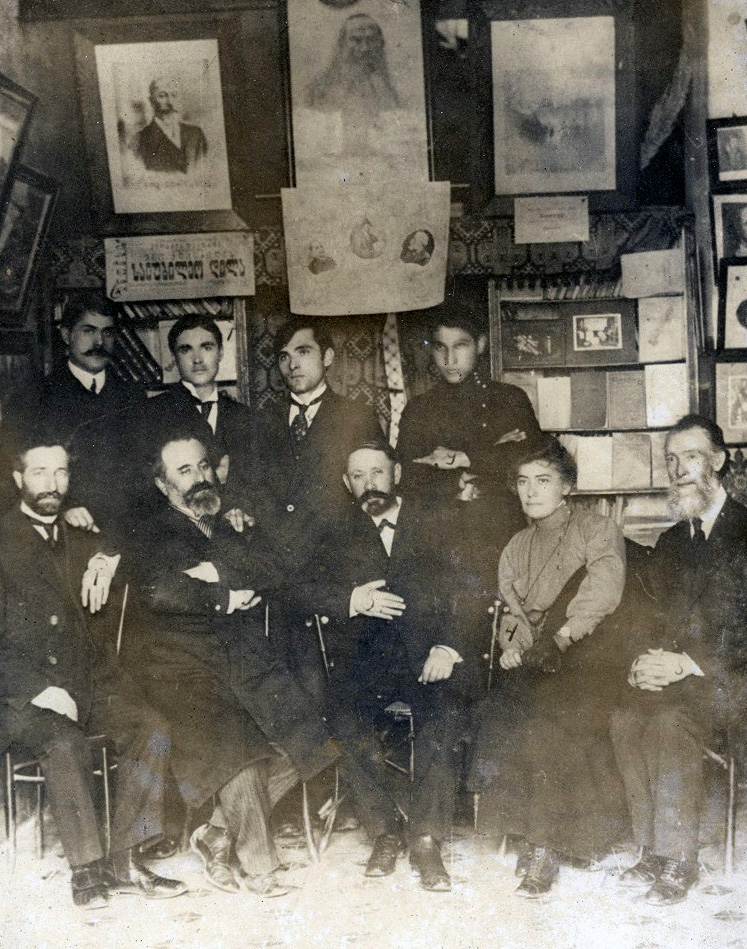
Kato Mikeladze, zittend tweede van rechts, in Koetaisi met schrijvers en publicisten (1916).

In 1916 richtte Mikeladze de Algemene Politieke Vrouwenclub van Koetaisi op, die zich ten doel stelde vrouwen van verschillende partijen en klassen te verenigen en hen te stimuleren zich politiek in te zetten. Hierdoor zou volgens Mikeladze de emancipatie van vrouwen in Georgië en het bereiken van “rechtvaardigheid” mogelijk worden. De club ijverde onder leiding van Mikeladze actief voor de inclusie van vrouwen in de politiek en hun volledige politieke rechten, waaronder actief- en passief kiesrecht. Ze was van mening dat de staat de politieke participatie van vrouwen moest aanmoedigen en de barrières voor vrouwen moest wegnemen.
Kato Mikeladze zou op 20 november 1917 namens de vrouwenclub uit Koetaisi een toespraak houden tijdens de openingsvergadering van de Nationale Raad van Georgië, maar vicevoorzitter Akaki Tsjchenkeli stond haar dat niet toe. Ze publiceerde haar toespraak nadien in de Stem van een Georgische Vrouw met scherpe kritiek op Tsjchenkeli. Haar toespraak was een uitgesproken pleidooi voor een landsbestuur met gelijke deelname en rechten voor beide seksen, waarin ze haar publiek eraan herinnerde dat Georgische vrouwen historisch gezien relatieve vrijheid genoten en grote bijdrages leverden aan de maatschappij.
Naast ijveren voor gelijke politieke rechten, pleitte de vrouwenvereniging van Koetaisi ook voor gelijk loon voor gelijk werk, de afschaffing van ‘erfrechten’ ten gunste van mannen en de herziening van de bestaande wetgeving om rekening te houden met de belangen en behoeften van vrouwen. 

### Stem van een Georgische Vrouw

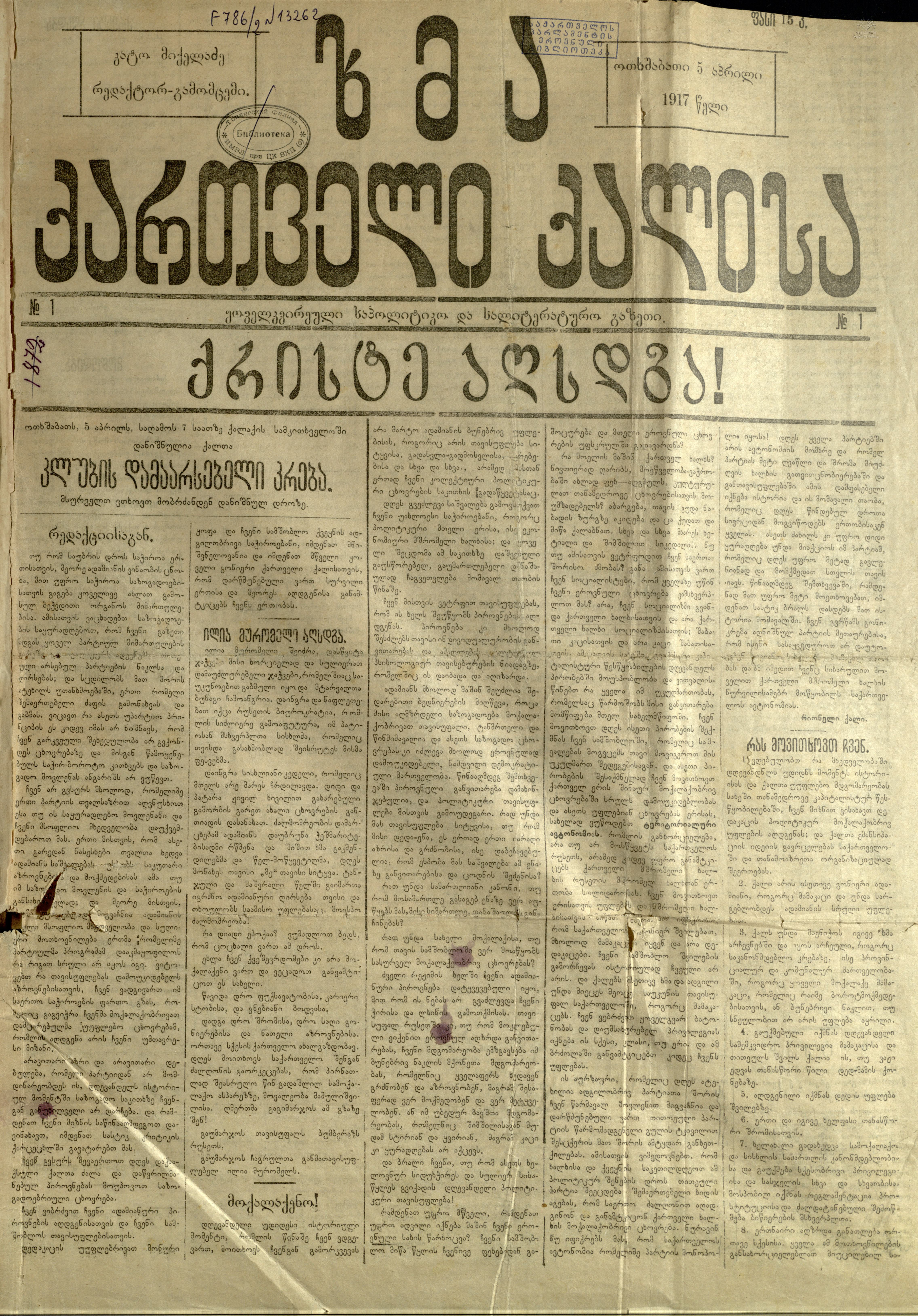
Voorpagina van eerste uitgave Stem van een Georgische Vrouw (1917).

De Stem van een Georgische Vrouw (ხმა ქართველი ქალისა, Chma Kartveli Kalisa) was de eerste feministische krant in Georgië. De krant had geen partijpolitieke kleur, omdat Mikeladze geloofde dat dit de feministische zaak ten goede zou komen. Er werden actuele gebeurtenissen in beschreven van onder meer de Democratische Republiek Georgië, maar ook andere belangrijke internationale gebeurtenissen zoals de Europese- en Amerikaanse vrouwenrechtenbeweging en het revolutionaire vrouwenactivisme in bolsjewistisch Rusland.
In het eerste nummer werd het statuut van de Vrouwenclub van Koetaisi afgedrukt en presenteerde ze de belangrijkste punten voor de strijd voor vrouwenrechten, waaronder het herstel van politieke en burgerlijke rechten van vrouwen, volledige mensenrechten voor vrouwen, vrouwenemancipatie in Georgië te verspreiden, gelijkgestemde mensen op een organisatorische manier te verenigen, gelijk stemrecht, gelijk erfrecht, gelijke betaling voor gelijk werk, gelijke behandeling voor de (criminele) wet, gelijke onderwijsrechten en regulering van prostitutie.

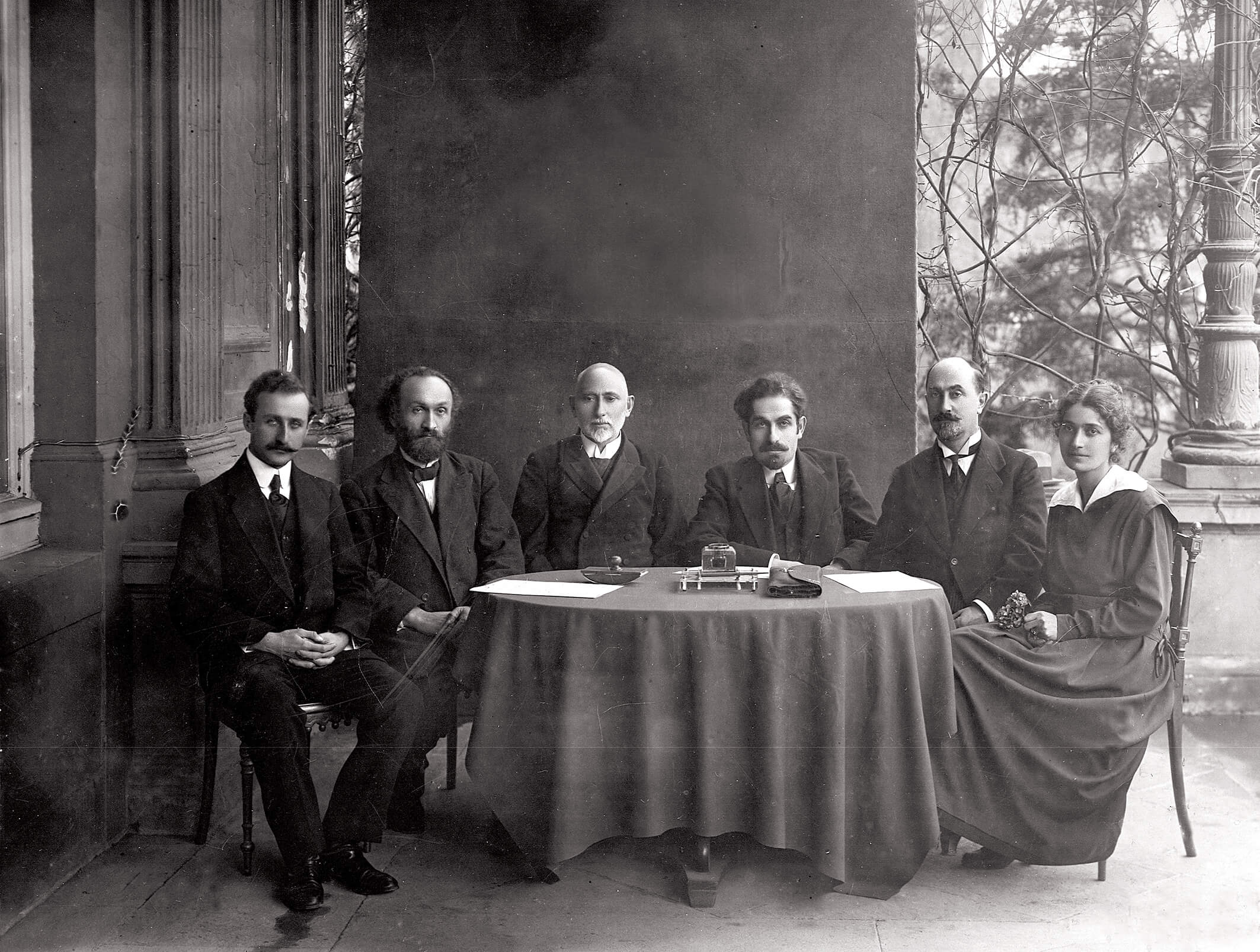
Mikeladze droeg bij aan het vrouwenkiesrecht in de Democratische Republiek Georgië. Vijf vrouwen, waaronder Kristine Sjarasjidze (r), werden in 1919 verkozen in het parlement.

Om dit te borgen in de op te stellen nieuwe grondwet vond Mikeladze het noodzakelijk dat vrouwen in de op te richten grondwetgevende vergadering van Georgië een stem en een plaats zouden krijgen. Bij de verkiezingen voor de grondwetgevende vergadering in 1919 stonden 26 vrouwen kandidaat en werden er vijf gekozen, waaronder Kristine Sjarasjidze en Eleonora Ter-Parsegova-Machviladze. 
Daarnaast werkten verschillende Georgische schrijfsters samen met de krant en werden de feministische teksten van Mikeladze erin gepubliceerd. De krant kende een landelijke verspreiding in steden en publiceerde lezersbrieven uit steden zoals Batoemi, Gori, Samtredia en Tsjiatoera. De krant moest het vooral hebben van donaties van met name vrouwen, die ze transparant publiceerde. Na twee jaar en vijftig edities werd de krant in 1918 opgedoekt.

### Sovjetisering van Georgië
In februari 1921 werd de mensjewistische Democratische Republiek Georgië veroverd door het Rode Leger en werd de bolsjewistische Georgische Socialistische Sovjetrepubliek opgericht. Als gevolg hiervan werden burgerinitiatieven en politiek activisme onderdrukt. Het betekende ook dat de strijd van Mikeladze onder druk kwam te staan.

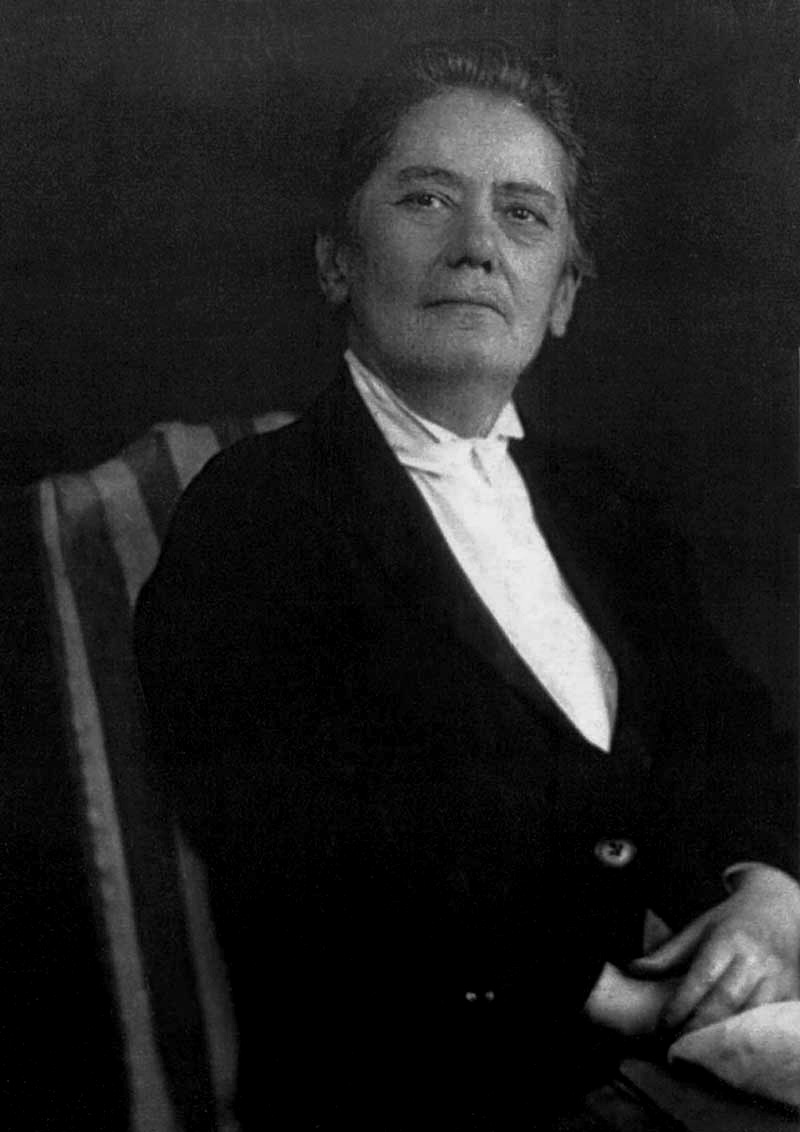
Kato Mikeladze op latere leeftijd (circa jaren 1930).

De communistische regering nam de regie over ten aanzien van vrouwenkwesties en onderwierp alle activiteiten in dit verband aan het staatsbestuur. Mikeladze schreef in 1921 dat ze door de autoriteiten het zwijgen werd opgelegd, een weerslag van de maatschappelijke situatie die de Sovjetregering destijds doelbewust schiep voor sociaal en politiek actieve mensen. Ze werd uit de Unie van Schrijvers gezet, omdat ze in het openbaar kritiek had geuit op verschillende belangrijke mannelijke schrijvers en publieke figuren als "erotomaan". Ze beschuldigde hen ervan vrouwen in publicaties af te schilderen als hoer en niet in staat om significante sociale of politieke activiteiten te ondernemen.
De Sovjetautoriteiten negeerden haar eerdere erkenning als feministe en activiste en ze werd uit het collectieve geheugen gewist. Mikeladze was sindsdien nog wel betrokken bij literaire activiteiten, maar had geen andere keus dan te zwichten voor de ideologische druk van de totalitaire staat. In de jaren 1930 werkte Mikeladze bij het Nationaal Archief en het Museum van de Revolutie. Vanaf 1940 gaf ze privélessen Frans om in haar levensonderhoud te voorzien. Ondanks de moeilijke omstandigheden en de zware repressie in deze periode, bleef ze jonge vrouwen activeren en verdedigde ze feministische waarden. Ze stierf op een onbekende datum in 1942 in slechte gezondheid, armoede en anonimiteit. Haar graf wordt als verloren beschouwd.

## Nalatenschap
Kato Mikeladze had een belangrijke invloed op de vrouwenrechten in de Democratische Republiek van Georgië en de periode voorafgaand. Haar belangrijkste mijlpaal was het vrouwenkiesrecht dat in 1918 ingevoerd werd en resulteerde in de verkiezing van vijf vrouwen in het parlement, waarmee de jonge Georgische republiek progressief was op dit gebied.

## Eerbetoon
Sinds 2013 wordt jaarlijks op Internationale Dag van de Vrouwenrechtenverdedigers door het Vrouwenfonds in Georgië de Kato Mikeladze-prijs uitgereikt ter ere van vrouwenrechtenverdedigers. De werd ingevoerd om de bijdrage van vrouwenrechtenactivisten in Georgië te erkennen.